# توماس دنت (سياسي)
توماس دنت هو محامي وسياسي أمريكي، ولد في 14 نوفمبر 1831، وتوفي في 25 ديسمبر 1924. انتخب عضو مجلس نواب إلينوي ‏.